# لويس فوينتيس
لويس ألبيرتو فوينتيس رودريغيز (بالإسبانية: Luis Alberto Fuentes Rodríguez)‏ (مواليد 14 أغسطس 1971 في بيتوركا) لاعب كرة قدم تشيلي دولي يجيد اللعب في خط الدفاع . يلعب حاليا لصالح نادي بلدية إيكيكه التشيلي من سنة 2010 .

## روابط خارجية
- لويس فوينتيس على موقع قاعدة بيانات كرة القدم.إي يو (الإنجليزية)
- لويس فوينتيس على موقع ناشيونال فوتبول تيمز (الإنجليزية)
- لويس فوينتيس على موقع Soccerway.com (الإنجليزية)